# Бедония
Бедо̀ния (на италиански: Bedonia, на местен диалект Bedònia) е малко градче и община в северна Италия, провинция Парма, регион Емилия-Романя. Разположено е на 500 m надморска височина. Населението на общината е 3688 души (към 2011 г.).